# NGC 3130
NGC 3130 é uma galáxia espiral (S0-a) localizada na direcção da constelação de Leo. Possui uma declinação de +09° 58' 36" e uma ascensão recta de 10 horas, 08 minutos e 12,3 segundos.
A galáxia NGC 3130 foi descoberta em 1828 por John Herschel.